# Prima Presidenza (Comunità di Cristo)
La Prima Presidenza (in inglese: First Presidency) è il grado più alto del quorum sacerdotale della Chiesa Riorganizzata di Gesù Cristo dei Santi degli Ultimi Giorni, nota anche come Comunità di Cristo.
Essa è composta dal Profeta-Preisdente della Comunità di Cristo e da due consiglieri, i quali presiedono il governo della chiesa secondo i principi della democrazia teocratica. Il perimetro delle loro responsabilità comprende la gestione della sede centrale, la convocazione della Conferenza Mondiale, che il più importante organismo legislativo del corpo della Chiesa, i quorum e gli ordini sacerdotali. Il presidente della Chiesa è il sommo sacerdote e il titolare dell'ufficio sacro di profeta.
L'organismo venne riformato nel 1860 allorché Joseph Smith III divenne il secondo Profeta-Presidente della Comunità di Cristo e il vertice del nuovo organismo riformato della Prima Preisdenza, nominando William Marks come suo primo consigliere di Smith.
Nella Comunità di Cristo, è costume che ogni presidente sia designato dal suo predecessore uscente. A sua volta, il Presidente sceglie due consiglieri, spesso all'interno dei membri del Consiglio dei Dodici Apostoli. In caso di dimissioni o di morte del Profeta-Presidente, i due consiglieri sono chiamati ad assumere temporaneamente le sue funzioni, finché non viene insediato il suo successore.
Il Profeta-Presidente ha facoltà di sciogliere la Prima Presidenza, mentre i due consiglieri hanno il potere di riorganizzarla. La loro carica è incompatibile con l'ufficio del sacerdozio dell'apostolo e con il Quorum dei Dodici. In caso di chiamata alla Prima Presidenza, automaticamente decadono gli incarichi precedentemente ricoperti in queste ultime posizioni.
Fino al 1996, tutti i profeti-presidenti erano stati discendenti del fondatore del movimento, Joseph Smith Jr. Questa tradizione fu interrotta da Wallace B. Smith, che designò come successore W. Grant McMurray, il quale si dimise nel 2004 senza indicare un nuovo vertice. A marzo del 2005, un'assemblea dei dirigenti della chiesa guidata dal Consiglio dei Dodici Apostoli annunciò che Stephen M. Veazey era stato nominato Profeta-Presidente. 

Nel 2005, si svolse una Conferenza mondiale straordinaria, durante la quale fu approvata l'elezione dell'ex presidente del Consiglio dei Dodici, Veazey. Il 3 giugno fu ordinato quale ottavo profeta, presidente della chiesa e del sommo sacerdozio.
In occasione della Conferenza mondiale del 2007, fu eletta la prima donna presidente: Becky L. Savage. Al 2016, i membri della Prima Presidenza erano:
- Presidente Stephen M. Veazey , Presidente della Chiesa;
- Presidente Stassi D. Cramm (Consigliere del presidente);
- Presidente K. Scott Murphy (Consigliere del presidente).